# تقنيات مختبرية

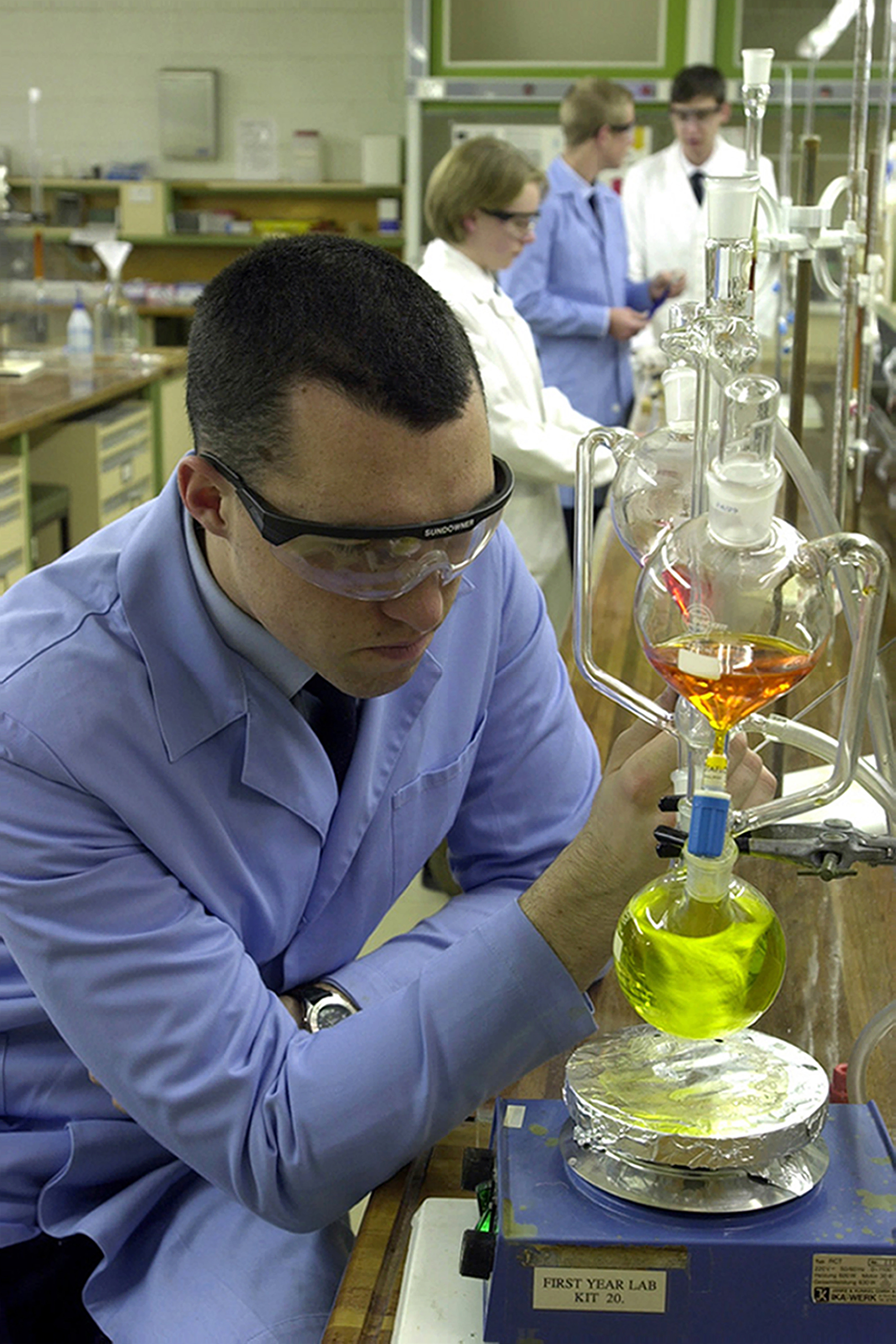
معمل كيمياء يقع في PEMS

تقنيات مختبرية مختبر تقنيات مجموع الإجراءات المستخدمة في العلوم الطبيعية مثل الكيمياء، وعلم الأحياء، والفيزياء من أجل إجراء تجربة علمية، وذلك باتباع المنهج العلمي. وتتميز التقنيات التجريبية بالمصداقية إذا كانت نتيجتها لا تتغير عند إعادة التجربة تحت نفس الظروف.
- بعض التجارب قد يستلزم معدات مختبرية بسيطة مثل الميزان وقطارة ومقياس حرارة وقوارير مختبرية، وقد يستلزم غيرها أجهزة كهربائية ومغناطيسية معقدة تتكلف مليارات الدولارات مثل مصادم الهدرونات الكبير LHC.